# Tunggal Jaya
Tunggal Jaya is een bestuurslaag in het regentschap Muko-Muko van de provincie Bengkulu, Indonesië. Tunggal Jaya telt 678 inwoners (volkstelling 2010).